# Manuel de Brito Filho
Manuel de Brito Filho (Vera Cruz, 31 januari 1983) is een Braziliaans voormalig voetballer die als aanvaller speelde.

## Carrière
Obina begon zijn carrière in 2002 bij EC Vitória. Hij tekende in 2005 bij CR Flamengo. In 2006 werd de Copa do Brasil gewonnen. Met deze club werd hij in 2009 kampioen van de Campeonato Brasileiro Série A. Hierna kwam hij uit voor SE Palmeiras, Clube Atlético Mineiro, EC Bahia en América FC (Minas Gerais).